# Campeonato Pan-Pacífico de Natación de 2002
El IX Campeonato Pan-Pacífico de Natación se celebró en Yokohama (Japón) entre el  24 y el 29 de agosto de 2002 bajo la organización de la Federación Internacional de Natación (FINA) y la Federación Japonesa de Natación.
Las competiciones se realizaron en la Piscina Internacional de Yokohama.

## Resultados

### Masculino
| Evento                    | Oro                                                                               | Plata                                                                      | Bronce                                                                            |
| ------------------------- | --------------------------------------------------------------------------------- | -------------------------------------------------------------------------- | --------------------------------------------------------------------------------- |
| 50 m libre (25.08)        | Jason Lezak Estados Unidos 22,22                                                  | Anthony Ervin Estados Unidos 22,28                                         | Brett Hawke Australia 22,40                                                       |
| 100 m libre (28.08)       | Ian Thorpe Australia 48,84                                                        | Ashley Callus Australia 49,26                                              | Nate Dusing Estados Unidos 49,47                                                  |
| 200 m libre (26.08)       | Ian Thorpe Australia 1:44,75                                                      | Grant Hackett Australia 1:45,84                                            | Nate Dusing Estados Unidos 1:48,11                                                |
| 400 m libre (24.08)       | Ian Thorpe Australia 3:45,28                                                      | Grant Hackett Australia 3:45,99                                            | Klete Keller Estados Unidos 3:48,40                                               |
| 800 m libre (25.08)       | Grant Hackett Australia 7:44,78                                                   | Larsen Jensen Estados Unidos 7:52,05                                       | Chris Thompson Estados Unidos 7:56,69                                             |
| 1500 m libre (29.08)      | Grant Hackett Australia 14:41,65                                                  | Erik Vendt Estados Unidos 15:02,24                                         | Larsen Jensen Estados Unidos 15:05,17                                             |
| 100 m espalda (26.08)     | Aaron Peirsol Estados Unidos 54,22                                                | Randall Bal Estados Unidos 54,45                                           | Tomomi Morita Japón 55,29                                                         |
| 200 m espalda (28.08)     | Aaron Peirsol Estados Unidos 1:56,88                                              | Matthew Welsh Australia 1:57,69                                            | Keith Beavers · Canadá · 1:59,35                                                  |
| 100 m braza (24.08)       | Kosuke Kitajima Japón 1:00,36                                                     | Brendan Hansen Estados Unidos 1:00,84                                      | Jim Piper Australia 1:01,68                                                       |
| 200 m braza (27.08)       | Brendan Hansen Estados Unidos 2:11,80                                             | Jim Piper Australia 2:12,53                                                | Daisuke Kimura Japón 2:12,71                                                      |
| 100 m mariposa (29.08)    | Ian Crocker Estados Unidos 52,45                                                  | Geoff Huegill Australia 52,48                                              | Michael Mintenko · Canadá · 52,69                                                 |
| 200 m mariposa (27.08)    | Thomas Malchow Estados Unidos 1:55,21                                             | Michael Phelps Estados Unidos 1:55,41                                      | Takashi Yamamoto Japón 1:55,57                                                    |
| 200 m estilos (29.08)     | Michael Phelps Estados Unidos 1:59,70                                             | Takahiro Mori Japón 2:00,61                                                | Thomas Wilkens Estados Unidos 2:01,17                                             |
| 400 m estilos (25.08)     | Michael Phelps Estados Unidos 4:12,48                                             | Erik Vendt Estados Unidos 4:13,15                                          | Takahiro Mori Japón 4:16,35                                                       |
| 4 × 100 m libre (24.08)   | Australia Ashley Callus Todd Pearson Grant Hackett Ian Thorpe 3:15,15             | Estados Unidos Anthony Ervin Scott Tucker Nate Dusing Jason Lezak 3:15,41  | Canadá · Yannick Lupien · Michael Mintenko · Richard Say · Brent Hayden · 3:17,69 |
| 4 × 200 m libre (27.08)   | Australia Grant Hackett Craig Stevens Jason Cram Ian Thorpe 7:09,00               | Estados Unidos Nate Dusing Klete Keller Michael Phelps Chad Carvin 7:11,81 | Canadá · Richard Say · Michael Mintenko · Mark Johnston · Brian Johns · 7:17,30   |
| 4 × 100 m estilos (29.08) | Estados Unidos Aaron Peirsol Brendan Hansen Michael Phelps Jason Lezak 3:33,48 RM | Australia Matthew Welsh Jim Piper Geoff Huegill Ian Thorpe 3:34,84         | Canadá · Riley Janes · Michael Brown · Michael Mintenko · Brent Hayden · 3:38,17  |

### Femenino
| Evento                    | Oro                                                                             | Plata                                                                                    | Bronce                                                                             |
| ------------------------- | ------------------------------------------------------------------------------- | ---------------------------------------------------------------------------------------- | ---------------------------------------------------------------------------------- |
| 50 m libre (27.08)        | Jennifer Thompson Estados Unidos 25,13                                          | Jodie Henry Australia 25,32                                                              | Tammie Stone Estados Unidos 25,42                                                  |
| 100 m libre (29.08)       | Natalie Coughlin Estados Unidos 53,99                                           | Jodie Henry Australia 54,55                                                              | Jennifer Thompson Estados Unidos 54,75                                             |
| 200 m libre (27.08)       | Lindsay Benko Estados Unidos 1:58,74                                            | Elka Graham Australia 1:59,72                                                            | Giaan Rooney Australia 1:59,82                                                     |
| 400 m libre (25.08)       | Diana Munz Estados Unidos 4:09,50                                               | Lindsay Benko Estados Unidos 4:10,28                                                     | Sachiko Yamada Japón 4:10,79                                                       |
| 800 m libre (28.08)       | Diana Munz Estados Unidos 8:30,45                                               | Sachiko Yamada Japón 8:31,89                                                             | Hayley Peirsol Estados Unidos 8:32,27                                              |
| 1500 m libre (24.08)      | Diana Munz Estados Unidos 16:07,86                                              | Sachiko Yamada Japón 16:16,28                                                            | Morgan Hentzen Estados Unidos 16:29,25                                             |
| 100 m espalda (26.08)     | Natalie Coughlin Estados Unidos 59,72                                           | Dyana Calub Australia 1:01,49                                                            | Haley Cope Estados Unidos 1:01,74                                                  |
| 200 m espalda (29.08)     | Margaret Hoelzer Estados Unidos 2:11,00                                         | Aya Terakawa Japón 2:12,28                                                               | Jennifer Fratesi · Canadá · 2:12,71                                                |
| 100 m braza (25.08)       | Amanda Beard Estados Unidos 1:08,22                                             | Tara Kirk Estados Unidos 1:08,66                                                         | Luo Xuejuan China 1:08,70                                                          |
| 200 m braza (28.08)       | Amanda Beard Estados Unidos 2:26,31                                             | Leisel Jones Australia 2:26,42                                                           | Kristy Kowal Estados Unidos 2:27,59                                                |
| 100 m mariposa (25.08)    | Natalie Coughlin Estados Unidos 57,88                                           | Petria Thomas Australia 58,11                                                            | Jennifer Thompson Estados Unidos 58,64                                             |
| 200 m mariposa (27.08)    | Petria Thomas Australia 2:08,31                                                 | Mary DeScenza Estados Unidos 2:09,56                                                     | Emily Mason Estados Unidos 2:10,59                                                 |
| 200 m estilos (26.08)     | Tomoko Hagiwara Japón 2:13,42                                                   | Gabrielle Rose Estados Unidos 2:13,93                                                    | Martha Bowen Estados Unidos 2:14,28                                                |
| 400 m estilos (24.08)     | Jennifer Reilly Australia 4:40,84                                               | Martha Bowen Estados Unidos 4:44,39                                                      | Maiko Fujino Japón 4:45,79                                                         |
| 4 × 100 m libre (24.08)   | Australia Jodie Henry Alice Mills Petria Thomas Sarah Ryan 3:39,78              | Estados Unidos Lindsay Benko Natalie Coughlin Rhiannon Jeffrey Jennifer Thompson 3:40,23 | Japón Tomoko Hagiwara Tomoko Nagai Norie Urabe Kaori Yamada 3:42,23                |
| 4 × 200 m libre (28.08)   | Estados Unidos Natalie Coughlin Elizabeth Hill Diana Munz Lindsay Benko 7:56,96 | Australia Petria Thomas Elka Graham Giaan Rooney Alice Mills 7:59,25                     | Japón Tomoko Nagai Sachiko Yamada Norie Urabe Maki Mita 8:04,01                    |
| 4 × 100 m estilos (29.08) | Australia Dyana Calub Leisel Jones Petria Thomas Jodie Henry 4:00,50            | Estados Unidos Natalie Coughlin Amanda Beard Jennifer Thompson Lindsay Benko 4:01,15     | Canadá · Erin Gammel · Rhiannon Leier · Jennifer Button · Laura Nicholls · 4:05,69 |

## Medallero
| Núm. | País           | Oro | Plata | Bronce | Total |
| ---- | -------------- | --- | ----- | ------ | ----- |
| 1    | Estados Unidos | 21  | 16    | 15     | 52    |
| 2    | Australia      | 11  | 14    | 3      | 28    |
| 3    | Japón          | 2   | 4     | 8      | 14    |
| 4    | Canadá         | 0   | 0     | 7      | 7     |
| 5    | China          | 0   | 0     | 1      | 1     |
|      | TOTAL          | 34  | 34    | 34     | 102   |